# Ilex microthyrsa
Ilex microthyrsa är en järneksväxtart som beskrevs av Loesen. och Adolph Daniel Edward Elmer. Ilex microthyrsa ingår i släktet järnekar, och familjen järneksväxter. Inga underarter finns listade i Catalogue of Life.